# 坂口孝則
坂口孝則（さかぐち たかのり、1978年 - ）は、日本の調達・購買コンサルタント。経営評論家。未来調達研究所株式会社取締役。

## 来歴
佐賀県生まれ。大阪大学経済学部卒業。メーカーの調達部門で調達・購買、原価企画を担当。株式会社アジルアソシエイツにて調達・原価・コスト削減領域のコンサルティング、研修講師。「購買ネットワーク会」幹事。

## 著書
- 『仕入れの基本が面白いほどわかる本 売上アップより簡単に利益を生み出せる、仕入れ(調達・購買)見直し35項目 知りたいことがすぐわかる!』中経出版　2007
- 『調達・購買実践塾 製造業の現場バイヤーが教える バイヤー必読』日刊工業新聞社　2007　B&Tブックス
- 『調達力・購買力の基礎を身につける本 製造業の現場バイヤーが教える バイヤー必読』日刊工業新聞社　2007　B&Tブックス
- 『営業と詐欺のあいだ』2008　幻冬舎新書
- 『牛丼一杯の儲けは9円 「利益」と「仕入れ」の仁義なき経済学』2008　幻冬舎新書
- 『会社の電気はいちいち消すな コスト激減100の秘策』2009　光文社新書
- 『激安なのに丸儲けできる価格のカラクリ 10円缶コーヒーでもなぜ利益が出せるのか?』徳間書店　2009
- 『1円家電のカラクリ0円iPhoneの正体 デフレ社会究極のサバイバル学』2010　幻冬舎新書
- 『会社が黒字になるしくみ 知らないと恥ずかしいビジネスのキホン』徳間書店　2010
- 『会社のお金を学べ!!』ディスカヴァー・トゥエンティワン　2010
- 『利益は「率」より「額」をとれ! 1%より1円を重視する逆転の発想』ダイヤモンド社　2010
- 『レシートを捨てるバカ、ポイントを貯めるアホ』2010　朝日新書
- 『思考停止ビジネス 売りたかったら客に考えさせるな!』徳間書店　2011
- 『モチベーションで仕事はできない やる気が出ない人のための新しい働き方』2012　ベスト新書
- 『野比家の借金』光文社新書、2012

## 共編著
- 『結局どうすりゃ、コストは下がるんですか? 調達・購買バイヤー必読 値上げ時代に打ち勝つ(6+1)人のコスト削減原論』編著

日刊工業新聞社　2008　B&Tブックス
- 『だったら、世界一の購買部をつくってみろ! 製造業の現場バイヤーが教える バイヤー必読』野町直弘共著　日刊工業新聞社　2008　B&Tブックス
- 『The調達・仕入れの基本帳77 製造業・小売業のバイヤーが教える』藤野香織共著　日刊工業新聞社　2009　B&Tブックス
- 『調達・購買戦略決定入門 あと10年を生き抜くための、決定版!調達・購買・理論本』編著 倉布惇,四宮知之,牧野直哉著　日刊工業新聞社　2010　B&Tブックス
- 『経済とお金儲けの真実』飯田泰之共著　徳間書店　2011
- 『大震災のとき!企業の調達・購買部門はこう動いた これからのほんとうのリスクヘッジ』牧野直哉共編 購買ネットワーク会著　日刊工業新聞社　2011　B&Tブックス

## 出演
- 荻上チキ・Session（TBSラジオ、不定期）
- めんたいワイド（福岡放送、隔週）

## 過去の出演
- 日本リアライズpresents 篠田麻里子のGOOD LIFE LAB!（TBSラジオ）
- 辛坊治郎ズーム そこまで言うか!（ニッポン放送、2023年12月19日）
- スッキリ!!（日本テレビ、隔週木曜コメンテーター）